# Октябрьский округ (Иркутск)
Октя́брьский администрати́вный о́круг — территориальная единица города Иркутска.
Глава округа — Георгий Александрович Комаров.

## История
Округ был образован 21 марта 1941 года на основании Указа Президиума Верховного Совета РСФСР. Первоначально носил название Сталинского района, включал в себя часть территории нынешнего Правобережного округа, а также нагорную часть города.
В 1961 году район был переименован в Октябрьский.

## Население
| 1995     | 1996     | 1997     | 1998     | 1999     | 2000     | 2001     |
| -------- | -------- | -------- | -------- | -------- | -------- | -------- |
| 141 200  | ↗142 100 | ↗142 800 | ↗143 600 | ↗143 900 | ↘143 700 | ↘143 100 |
| 2002     | 2003     | 2004     | 2005     | 2006     | 2007     | 2008     |
| ↘141 742 | ↘141 100 | ↘140 400 | ↘137 200 | ↘135 000 | ↗135 200 | ↗137 600 |
| 2009     | 2010     | 2011     | 2012     | 2013     | 2014     | 2015     |
| ↘137 571 | ↗139 154 | ↗140 060 | ↗143 456 | ↗146 608 | ↗148 441 | ↗150 126 |
| 2016     | 2017     | 2018     | 2019     | 2020     | 2021     |          |
| ↗150 902 | ↗151 015 | ↘150 586 | ↘148 092 | ↘147 784 | ↗149 469 |          |

## Районы
- Аэропорт
- Байкальский
- Лисиха
- Солнечный
- 130-й квартал (архитектурно-рекреационная зона)
- 131-й квартал
- 132-й квартал

## Интересные факты
- С 5 июля 1984 года по 2 августа 1995 года в состав Октябрьского района города Иркутска входил посёлок Листвянка.
- В 130-м квартале Иркутска, расположенном  на территории  Октябрьского округа, в 2013 году проходили съёмки ряда эпизодов новогодней кинокомедии Тимура Бекмамбетова «Ёлки 3».[15]